# جوتو-كو
جوتو-كو (باليابانية: 城東区) هو حي في اليابان، يقع في أوساكا، بلغ عدد سكانه 166,242 نسمة وذلك حسب إحصائيات سنة 2017، تبلغ مساحته 8.42 كيلومتر مربع.

## أعلام
- ماساتو واتانابي
- نانا يامادا